# Holmtjärnen (Näs socken, Jämtland)
Holmtjärnen är en sjö i Östersunds kommun i Jämtland och ingår i Indalsälvens huvudavrinningsområde.